# Egzit 02
Egzit 02 je trajao 9 dana - od 5. do 13. jula 2002. godine. Festival se održavao pod sloganom Serbia are you ready for the future? (u prevodu „Srbijo jesi li spremna za budućnost?”). Održana su 72 koncerta, pregršt filmskih projekcija i pozorišnih predstava, a učestvovalo je preko 500 izvođača. Svakog dana se na Petrovaradinskoj tvrđavi okupljalo oko 30.000 ljudi.
Izdanje Egzita iz 2002. je na mnogo načina bilo ponavljanje prethodne godine, što je značajno odstupalo od novog marketinškog slogana. I pored velike posećenosti, publika je ostala uskraćena za nastupe poznatijih izvođača. Stoga su organizatori odlučili da se trajanje festivala smanji na četiri dana, što je postala ustaljena praksa i u narednim godinama.
Za više informacija o samom festivalu, pogledajte članak Egzit.

## Izvođači i bine
{{Izvođači i scene na Egzitu
| broj = 02
| izvođači = -{Asian Dub Foundation
Brenda Russell
Darko Rundek
Darkwood Dub
Darren Emerson
David Morales
Del Arno Band
Derrick Carter
Erick Morillo
Eyesburn
Hladno pivo
Horace Andey
Kevin Yost
KUD Idijoti
Lajko Felix
Lottie
LTJ Bukem
Majke
Marshall Jefferson
Obojeni program
Partibrejkersi
Psihomodo Pop
Rambo Amadeus
Roni Size
Smoke City
Telepopmusik

Makao bend

Transglobal Underground}-
|scene=
}}

## Spoljašnje veze
- Zvanični sajt festivala

## Istorija
|  | Istorija festivala2000 • 2001 • 2002 • 2003 • 2004 • 2005 • 2006 • 2007 • 2008 • 2009 • 2010 • 2011 • 2012 |